# الدار (صنعاء)

تعديل مصدري - تعديل

الدار هي إحدى قرى الجمهورية اليمنية. وهي تتبع جغرافيًا لمحافظة صنعاء. وإداريًا لمديرية الحيمة الداخلية. يبلغ تعداد سكانها 1025 نسمة حسب الإحصاء الذي جرى عام 2004.